# Knížectví Hammamšen
Knížectví Hammamšen bylo malé území, které vzniklo okolo roku 790 n. l. Založili její Arméni, kteří utekli před arabskou invazí do Arménie. Následně vznikl arabský muslimský stát Arminiya na místě jejich původního území.

## Historie
Do 8. století byl celý region obýván Lazi a byl součástí království Abazgů. Princ Shapuh Amatuni a dvanáct tisíc jeho poddaných emigrovalo na sever k Černému moři, aby unikli Arabům, kteří napadali zemi jeho původu, tedy území dnešní Arménie. Usadili se ve zruinovaném městě Tambur a v přilehlých vesnicích. Princ Hammam, syn Shapuha, město zrekonstruoval a přejmenoval na Hammamšen (v překladu Hammámova osada). Knížectví se nacházelo na severu území dnešního historického arménského regionu Tayk. 

### Od vzniku po úpadek
Vládnoucí knížecí rodinou se stala dynastie Amatuni, která pocházela z regionu Artaz ve Vaspurakanu a specializovala se na agrikulturu a architekturu. Záznamy o posledních princích z rodu jsou o Davidovi II. Were Arakelovi († 1400), Davidovi I. († 1425), Vartovi († 1440) a Vekeovi († 1460). 
Knížectví Hammamšen bylo obsazeno cizími státy, avšak zachovávalo si částečnou autonomii a nadále zde žilo mnoho Lazů. Po rozpadu Trapezuntského císařství v roce 1461 a rozmachu Osmanské říše na území knížectví oslabila křesťanská víra na svém rozšíření. V letech 1480–1486 bylo toto území dobýváno Osmany. 
Posledním princem Hammamšenu byl baron David II., který byl Osmany poslán do exilu do Ispiru ihned po dobytí Trapezuntského císařství. Khachkar (dnešní Kaçkar), které bylo centrem knížectví bylo Osmanskou říší zničeno. Během tohoto období zde působil Der Hovhannes Hamshentsi († 1497), prominentní mnich, filozof a řečník. 
Po pádu knížectví bylo místní arménské obyvatelstvo, tzv. Hemšini, přesunuto přes Černé moře do Trabzonu, kde vytvořilo svou komunitu ve městech a vesnicích, od Samsunu na západě až po Hopu na východě. Během osmanské nadvlády byly od obyvatel vybírány daně a některé komunity pod nátlakem konvertovaly k islámu, aby se jim lépe žilo mezi ostatním tureckým obyvatelstvem. Jiní zase utekli do horských a lesních regionů, aby svou víru zachránili a vyhnuli se nuceným daním od říše. 